# Michael Mitzenmacher
Michael David Mitzenmacher, född 1969 är en amerikansk datavetare som arbetar med algoritmer. Han är professor i datavetenskap vid School of Engineering and Applied Sciences vid Harvarduniversitet och var dekan för datavetenskapsfakulteten från juli 2010 till juni 2013. Han driver också My Biased Coin, en blogg om teoretisk datavetenskap.